# Mjällby AIF
Mjällby Allmänna Idrottsförening poznatiji i pod skraćenim imenima kao što su Mjällby AIF, Mjällby i MAIF je švedski nogometni klub iz Hällevika. Osnovan je 1. travnja 1939. godine. Mjällby igra u Allsvenskanu, najvišem nogometnom rangu u Švedskoj. Tradicionalne boje kluba su žuta i crna. Svoje domaće utakmice igra na stadionu Strandvallen, kapaciteta 6000 gledatelja. 

## Vanjske poveznice
- Službena stranica